# Achuraba brisbanensis
Achuraba brisbanensis är en insektsart som beskrevs av Kenneth Hedley Lewis Key 1976. Achuraba brisbanensis ingår i släktet Achuraba och familjen Morabidae. Inga underarter finns listade i Catalogue of Life.